# Cimeliomorpha cymbalora
Cimeliomorpha cymbalora är en fjärilsart som beskrevs av Edward Meyrick 1907. Cimeliomorpha cymbalora ingår i släktet Cimeliomorpha och familjen vecklare. Inga underarter finns listade i Catalogue of Life.